# Руденко Антоніна Олексіївна
Руденко Антоніна Олексіївна (06.12.1936 — 10.08.2020) — українська науковиця, інфекціоніст, Заслужений лікар України, кавалер відзнаки НАМН України «Знак пошани», доктор медичних наук, професор.

## Життєпис
Народилася 6 грудня 1936 року в Дніпропетровську. Батько — Пейкерт Альберт (Олексій) Вільгельмович, мати — Недзельська Юлія Миколаївна. Дідусь по батькові — німець Карл-Вільгельм Пейкерт, бабуся — росіянка Анастасія Іллівна Гур'єва. Дідусь по матері — напівполяк, напівукраїнець Недзельський Микола Миколайович, бабуся — полька Котвіцька Леокадія Францівна.
Антоніна — найстарша дитина у сім'ї. Мала сестру Жанну та брата Олексія.
До 1943 року проживала у Дніпропетровську. У 1941—1943 рр. — в окупації. 1943 року з мамою і сестрою переїхала у Новоград-Волинський до родичів по лінії матері.
З війни батько Антоніни повернувся «героєм із медалями, високий, гарний, активний», і йому запропонували посаду директора підсобного господарства військової частини в с. Гали Новоград-Волинського району. Сім'я переїхала в Гали, а Антоніна лишилася у бабусі в Новоград-Волинському, де навчалася в школі. У Галах батько розвинув бурхливу діяльність з вирощування городини. Сюди часто приїжджав вищий командний склад, в тому числі генерали, в неформальній обстановці велися розмови, які, ймовірно, стали причиною арешту батька в чергову хвилю репресій (1950 рік). Пізніше стало зрозуміло, що радянська влада карала за німецьке походження, навіть тих, хто воював на боці радянської армії.
Коли батька забрала контррозвідка, мати з трьома дітьми оселилася в однокімнатній квартирі садівника, де вже проживало шестеро осіб (конфіскували все майно, залишили лише собаку). Дітей почали називати дітьми ворога народу. Антоніна в 14 років поїхала в Житомир, щоб щось дізнатися про батька, почула, що його позбавили волі на 25 років і відправили у табір під Іркутськом. Звільнили батька після смерті Сталіна у 1956 році: «Пішов на заслання в сорокарічному віці в розквіті сил, а повернувся в 46 років немічним дідом із туберкульозним пневмосклерозом, бронхіальною астмою і ще багатьма болячками».
У 14 років Антоніна поїхала в Київ до материної сестри Євгенії.
У 1962 році одружиоася зі студентом медичного інституту Руденком Юрієм Сократовичем (мати — Руденко Клавдія Пилипівна, д. філос. н., професор, авторка першого україномовного підручника з логіки; вітчим — Гурвич Сократ Соломонович, д. філос. н., професор). 1963 року народила дочку Олесю.

## Діяльність
Антоніна Руденко у 1963 році закінчила Київський медичний інститут, здобувши диплом лікаря-педіатра.
Перше місце роботи після випуску з університету — лікарка дільничої лікарні у селі Веселинівка Переяслав-Хмельницького району. Наступного року повернулася із сім'єю до Києва і почала працювати в лікарні № 10.
Від 1969 року працювала молодшою науковою співробітницею у відділі грипу та гострих респіраторних захворювань Київського науково-дослідного інституту епідеміології, мікробіології та паразитології.
1979 року захистила кандидатську дисертацію. З 1980 року працювала старшою науковою співробітницею відділу нейроінфекцій. У 1989 році захистила докторську дисертацію на тему: «Условия и патогенетические механизмы затяжного течения острых пневмоний при гриппе и других респираторных вирусных заболеваний». З 2006 року — професор.
У 1990 році очолила відділ нейроінфекцій ДУ «Інституту епідеміології та інфекційних хвороб ім. Л. В. Громашевського НАМН України».
У 1992—2004 роках обіймала посаду позаштатної інфекціоністки Міністерства охорони здоров´я України.
За роки діяльності входила до:
- редколегії журналів «Інфекційні хвороби», «Сучасні інфекції», «Профілактична медицина»;
- центральної Атестаційної комісії МОЗ України по інфекційних хворобах;
- вченої ради ДУ «Інститут епідеміології та інфекційних хвороб ім. Л. В. Громашевського НАМН України» та спеціалізованої вченої ради із захисту кандидатських і докторських дисертацій[2].

З 2007 року — голова наукового товариства інфекціоністів м. Києва і області.
Антоніна Руденко нагороджена почесним званням «Заслужений лікар України». У жовтні 2016 р. її однією з перших у галузі нагородили почесною відзнакою НАМН України «Знак пошани».

## Внесок у розвиток вітчизняної інфектології
Руденко створила вітчизняну школу інфекціоністів; займалася розробкою та впровадженням стандартів діагностично-лікувального процесу та стаціонарної допомоги інфекційним хворим та Державних соціальних стандартів України з наданням медичної допомоги інфекційним хворим в амбулаторно-поліклінічних умовах..
Результати її наукової діяльності та багаторічний досвід як практикуючої лікарки-інфекціоністки знайшли відображення у значній кількості нормативних та інструктивних документів Кабінету Міністрів та МОЗ України.
Антоніна Руденко є авторкою 367 наукових праць. Готувала наукові кадри, багаторазово виступала рецензенткою та опоненткою кандидатських і докторських дисертаційних робіт.